# Томино (посёлок, Челябинская область)
Томино — посёлок железнодорожного разъезда в Сосновском районе Челябинской области. Входит в состав Томинского сельского поселения.

## География
Поселок при одноимённом железнодорожном разъезде на ветке Полетаево — Еманжелинск Южно-Уральской железной дороги. Расстояние до районного центра села Долгодеревенского 72 км, до центра сельского поселения поселка Томинского 2 км.

## История
Поселок основан в 1950-х годах и назван по центральной усадьбе совхоза «Томинский».

## Население
| 2002 | 2010 |
| ---- | ---- |
| 104  | ↘84  |

## Улицы
- Светлая,
- Левая,
- Правая,
- Сосновая.